# كريس دوركين
كريس دوركين (بالإنجليزية: Chris Durkin)‏ لاعب كرة قدم محترف أمريكي ولد في 8 فبراير 2000 في غلين ألين، فيرجينيا، الولايات المتحدة الأمريكية يلعب حاليا نادي كيكرز ريتشموند في دوري الولايات المتحدة لكرة القدم .

## روابط خارجية
- كريس دوركين على موقع الدوري الأمريكي (الإنجليزية)
- كريس دوركين على موقع قاعدة بيانات كرة القدم.إي يو (الإنجليزية)
- كريس دوركين على موقع Soccerbase.com (لاعب) (الإنجليزية)
- كريس دوركين على موقع Soccerway.com (الإنجليزية)
- كريس دوركين على موقع عالم كرة القدم.نت (الإنجليزية)

- US Soccer Profile.